# Diplodocidae
A Diplodocidae vagy diplodocidák („duplagerendások”) Sauropoda dinoszauruszok családja volt, amelynek tagjai a Föld leghosszabb szárazföldi állatai közé tartozhattak. A közéjük tartozó Diplodocus és Supersaurus 34 méteres testhosszt is elérhettek, az Amphicoelias pedig egyetlen fennmaradt csigolyája alapján még 40 méteresnél is hosszabb lehetett.

## Leírásuk

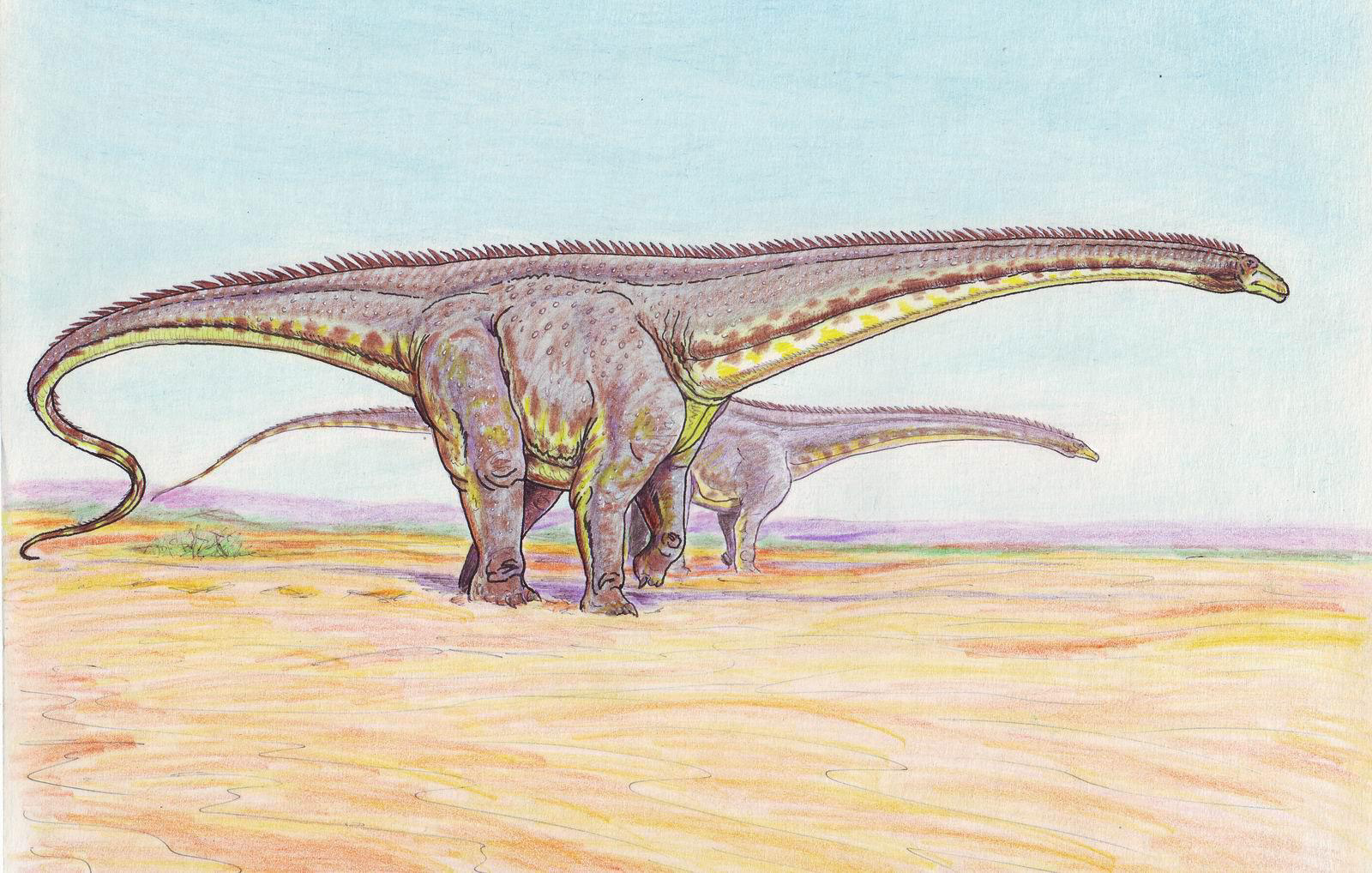
Diplodocus, tüskékkel a hátvonalon

Nagy testtömegük volt, de a titanosaurusokhoz és a brachiosaurusokhoz képest inkább megnyúltak voltak, mint testesek. Rövid lábaik az óriásdinoszauruszok „tacskóivá” tették őket. Mivel hátsó lábuk valamivel hosszabb volt az elsőnél, testük jellegzetesen enyhén előrefelé lejtett. Hosszú nyakuk előrenyúlt, eltérően a brachiosaurusoktól, amelyeknek az első lábaik voltak a hosszabbak és nyakuk a fakoronák közé emelkedett. Számítógépes szimulációk szerint talán nem is voltak képesek rá, hogy nyakukat felemeljék és így a fákról lakmározzanak, ehelyett a földről legelhettek.
Az 1990-es években egy példány leírásában az szerepelt, hogy a farkon szarutüskék futottak végig. Későbbi leletekből arra következtettek, hogy ezek a tüskék nem úgy helyezkedhettek el, mint például a mai iguana gyík hátán futó tüskék, hanem egyenletesebben oszlottak el a törzsön. Mivel a szaru ritkán őrződik meg a fosszíliákban, sok biztosat nem lehet tudni róla, mennyire voltak általánosak a háttüskék a diplodocidák közt, illetve hogyan helyezkedtek el rajtuk.
A fejük más sauropodákéhoz hasonlóan apró volt, az orrnyílással a koponya tetején (az orrlyuk azonban a pofa végéhez közel lehetett. Ceruzához vagy pecekhez hasonló fogaik voltak, de csak a száj első részében. Ezekkel valószínűleg csak leszakították a táplálékot, nem rágták össze, ehelyett a mai madarakhoz hasonlóan köveket (gasztrolit) nyelhettek le, hogy azok segítsenek összezúzni a növényi rostokat.
Hosszú, korbácsszerű farkuk volt, amely a tövénél vastag volt, de aztán elkeskenyedett. A számítógépes szimuláció szerint karikás ostorként pattogtathatták, 200 decibelnél is hangosabb hangrobbanásokat idézve elő, ami a párzásban, vagy a ragadozók elijesztésében játszhatott szerepet. A faroknak erre a használatára bizonyíték lehet, hogy sok diplodocida-farokcsigolya eldeformáltan, vagy sérülten került elő.

## Besorolásuk
A családhoz tartozhatott a nagyon hosszú, alig ismert Amphicoelias is, de ezt sokszor a szélesebb Diplodocoidea csoport incertae sedis (bizonytalan) tagjaként sorolják be.
- Család Diplodocidae
  - Amphicoelias[1]
  - Australodocus[3]
  - Cetiosauriscus[4]
  - Dinheirosaurus[5]
  - Alcsalád Apatosaurinae
    - Apatosaurus
    - Brontosaurus[6]
    - Supersaurus
    - Suuwassea

  - Alcsalád Diplodocinae
    - Barosaurus
    - Diplodocus
    - Galeamopus